# یاکوزا (مجموعه بازی)
یاکوزا (به ژاپنی: Ryū ga Gotoku و به معنی همانند یک اژدها) نام یک مجموعه بازی های اکشن-ماجراجویی است که استودیوی ژاپنی امیوزمنت ویژن آن را ساخته و امتیاز آن در دست شرکت سگا است و این شرکت آن را منتشر می کند.

تا ماه مارس 2009 مجموعه بازی های یاکوزا بیش از 3.2 میلیون نسخه در سراسر جهان فروش داشته است.